# 张荫麟

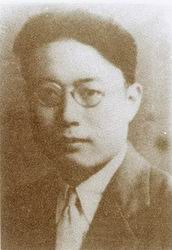
张荫麟

张荫麟（1905年11月—1942年10月24日），号素痴（投稿时也多用作笔名），广东东莞石龙人，历史学家。
1905年11月出生于东莞石龙镇，幼时其母过世，父亲严格教授國學。1922年毕业于广东省立第二中学。張蔭麟十七歲時发表《老子生后孔子百余年之说质疑》，指出梁啟超的考證錯誤，梁啟超稱之為“天才”。毕业于清华大学，1929年清華大學畢業後赴美，在斯坦福大學學哲學。历任清华大学、浙江大学、西南联合大学教授。1937年，受中研院史語所所長傅斯年之托，撰成《中國史綱》。钱穆评价张荫麟：“天才英发，年力方富，又博通中西文哲诸科，学既博洽，而复关怀时事，不甘仅仅为记注考订而已。”，陈寅恪誉他为“清华近年学生品学俱佳者中之第一人”。
1937年卢沟桥事变发生后，张荫麟只身南下，应浙江大学所聘，在西天目山禅源寺为新生讲中国通史课，不久辗转南迁，返回东莞。1938年，赴昆明西南联合大学任教。1940年，浙江大学迁至贵州遵义，任浙江大学国史教授兼史地研究所史学组主任导师。民國三十一年(1942年)，因肾炎病逝于遵义，病危时，犹诵庄子“秋水”篇。一生治学格言，是“为学贵自辟，莫依门户侧”。著有《中国史纲》。